# Carouge dragon
Espèce
Statut de conservation UICN

 LC  : Préoccupation mineure
Le Carouge dragon (Pseudoleistes virescens), aussi appelé Troupiale dragon, est une espèce d'oiseau d'Amérique du Sud de la famille des ictéridés.  En Argentine, où ce carouge se retrouve, on le nomme parfois El Dragón (Le Dragon) à cause de son allure caractéristique et de son comportement bruyant.

## Habitat
Le carouge dragon se retrouve dans les marais, les prairies et les milieux agricoles avec une préférence pour les milieux plus humides.  Il partage son habitat avec le Carouge guirahuro.  Il niche dans et aux abords des marais, notamment dans l’herbe de la pampa.  Avec la conversion des terres humides en terres agricoles, il s’est adapté à nicher dans les fossés humides et à se nourrir dans les zones agricoles.

## Nidification
La femelle seule construit le nid dans les hautes herbes, surtout l’herbe de la pampa, mais aussi dans la massette à larges feuilles, les Cyperus, les Juncus acutus, les Cynaras ou les Carduus.  Le nid est fait d’herbes et de fibres végétales et renforcé à la base avec de la boue.  Le carouge dragon n’est pas territorial et les nids peuvent être à quelques mètres les uns des autres.  Les nids sont souvent parasités par le Vacher luisant et à un moindre degré par le Vacher criard.

## Comportement
En dehors de la saison de nidification, le carouge dragon est grégaire et il forme des rassemblements importants dans lesquels on peut retrouver aussi le Carouge guirahuro.

## Distribution

Carte de répartition du Carouge dragon.

Assez commun et même abondant dans les limites de sa distribution, le Carouge dragon se retrouve dans le nord-est de l’Argentine, en Uruguay et dans l’extrême sud du Brésil.